# 도고 헤이하치로

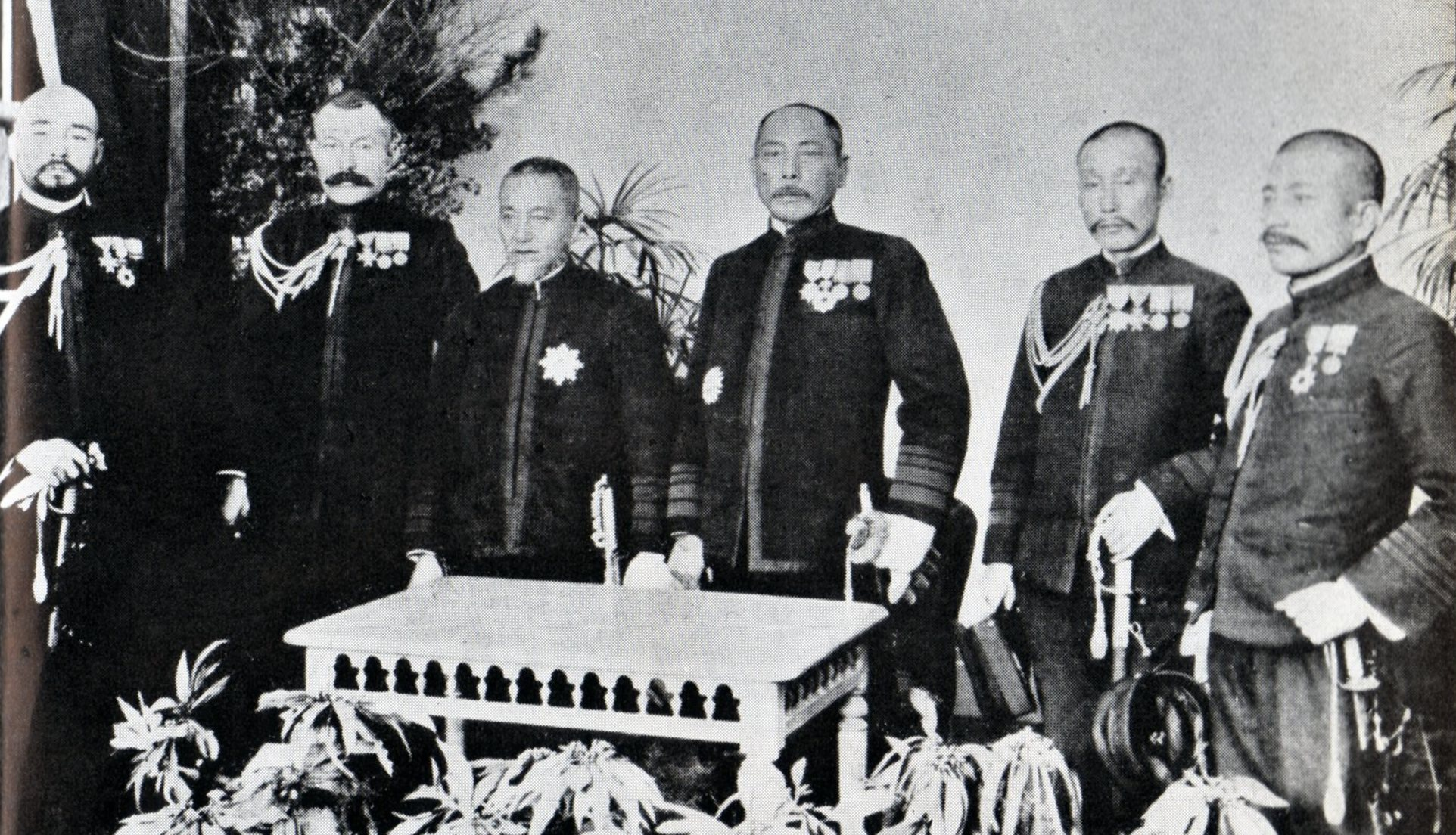
연합함대 수뇌부. 왼쪽부터 후나코시 가지시로, 시마무라 하야오, 도고 헤이하치로, 가미무라 히코노조, 가토 도모사부로, 아키야마 사네유키

도고 헤이하치로(일본어: 東郷平八郎, 1848년 1월 27일 ~ 1934년 5월 30일)는 막말의 사쓰마번사, 메이지 시대의 군인이다. 최종 계급은 원수, 해군 대장(제독)이다. 작위는 후작. 정계에 진출하지 않고 순수한 군인으로서 일생을 마치며 '군신', 동양의 넬슨(東洋のネルソン)으로 불렸다. 육지에는 오야마, 바다에는 도고(陸の大山, 海の東郷)라는 말도 20세기에 생겨났다.

## 생애

### 성장 과정
도고는 사쓰마번(지금의 가고시마현)의 작은 마을인 '가지야'에 있는 번사 가문에서 도고 사네토모(東郷実友)의 4남으로 태어났다. 헤이하치로는 통칭이며 본래 이름은 사네요시(実良)이다. 도고씨는 13세기부터 시마즈씨의 가신 집안이었으며, 이런 전통의 영향으로 도고도 무예를 좋아했다.
도고는 이후 자신의 능력을 더는 반항으로 낭비하지 않고 제대로 발휘하려고 대포를 다루는 기술을 배웠다. 이후 1862년 아버지 사네토모와 사쓰에이 전쟁에 참전하였으며 이후 보신 전쟁, 하코다테 전쟁에도 참전하게 된다.

### 영국 유학
메이지 시대에는 해군 장교로서 1871년에서 1878년까지 영국 포츠머스에 관비로 유학하였다. 도고는 당초 철도 기술자가 되기를 희망하고 있었으며 오쿠보 도시미치에게 "유학을 시켜주세요"라고 간청하지만 거절당했다. 나중에 "헤이하치로는 수다쟁이라서 안 된다"라는 자신에 관한 오쿠보의 감상을 전해 듣고서 과묵하려고 노력했다. 나중에는 "침묵의 제독"라는 평가를 얻게 되었다. 사이고 다카모리에게도 간절히 부탁하여 영국 유학이 결정되었다.
다트머스 왕립 해군 사관학교에 유학을 희망했지만 영국측 사정으로 허용되지 않고 Gosport에 있는 해군 학원 버니 아카데미에서 해군학을 배운 후 상선 학교 우스터 협회에서도 배운다. 유학에서는 'To go, China'(중국으로 가라)라고 조롱하는 등 고생이 많아 수다쟁이였던 성격은 완전히 과묵해져 버렸다. 그러나 미야코만 해전에 참전했다고 말하자 일약 영웅으로 취급되었다.
유학중에 국제법을 배워 청일 전쟁 때 방호 순양함 "나니와"의 함장으로서 정선 경고에 불응하는 영국 상선 "고쇼우호"를 격침했는데, 국제법 위반이 아니라고 판단했다. 이러한 침착한 판단력이 훗날 연합 함대 사령 장관으로 인선되는 요소가 되었다.
귀국 도중 사이고 다카모리가 세이난 전쟁을 일으켜 자해한 것을 안 도고는 "만약 내가 일본에 남아 있다면 사이고씨 밑에서 전사했을 것"이라고 말하고, 사이고의 죽음을 애도하였다고 한다. 실제로 도고의 친형인 오구라 소쿠로는 사쓰마군 3대대 9소대장으로 종군해 성산공방전에서 자결하였다.

### 하와이에서 쿠데타
메이지 26년 (1893년) 하와이 왕국의 릴리우오칼라니 여왕이 미국과의 불평등 조약을 철폐하려는 움직임을 보이자 이에 반발한 미국인 농장주들이 해병대 160 명의 지원을 받아 쿠데타를 일으켜 왕정을 타도하고 "임시 정부"를 수립했다. 이때 일본은 일본인 보호를 이유로 도고 이끄는 순양함 "나니와" 외 2척을 하와이에 파견해 호놀룰루 군항에 정박시켜 쿠데타 세력을 위협했다. 여왕을 지지하는 원주민들은 눈물을 흘리며 기뻐했다고한다. 또한 하와이 주재일본인도 여왕지지파에 공감했다. 그러나 미국에 의한 하와이 병합은 메이지 31년 (1898년)에 이루어졌다.

### 청일 전쟁

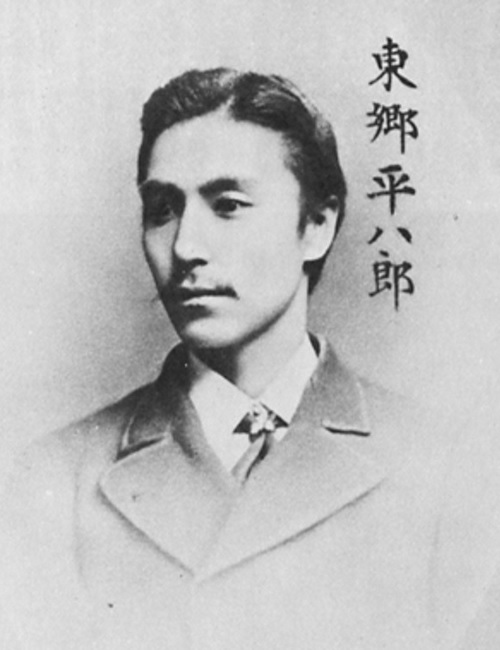
도고 헤이하치로（1877년)

청일 전쟁에서는 "나니와" 함장이 되어 호토오키 해전(고쇼우호 사건), 황해 해전, 아카이에이 해전에서 활약한다. 아카이에이 해전후 소장으로 진급하는 동시에 상비함대 사령관이 되지만, 전시 구성을 때문에 실제로는 연합함대 제1유격대 사령관으로 호우코쇼섬 공략 전에 참가한다.

### 러일 전쟁
두 번째로 참가한 러일 전쟁 당시 러시아는 발트 함대를 보유한 해군 강국이었고 일본조차도 자신들이 패배하지 않을까 걱정하는 분위기였으나 예상을 뒤엎고 일본이 승리하였다.
그 이유는 국가 대부분이 대함거포주의 즉, '거대한 대포를 탑재한 몸집이 큰 전함으로 해상에 있는 표적을 일소한다'는 생각에 매몰되었기 때문이다. 당시에는 지금과 달리 일만여 톤의 거대한 몸체 전함들과 전함보다는 작지만 속도가 빠른 순양함을 건조하던 시대였지만, 도고는 달리 생각했다. 영국과 프랑스를 위시한 여러 제국이 포탄 개량에서 포탄이 적 전함의 장갑 관통에 중점을 두었던 사정과 다르게 일본은 포탄의 폭발력과 화재를 일으키는 능력을 역점으로 하여 화약 '시모세'를 개발하였고 이 포탄은 두께는 작지만 화약을 속에 많이 넣었으므로 폭발력이 강하여 러시아 군함에 쓰던 부식 방지용 페인트에 '시모세' 한 대를 맞고 쉽게 화염에 휩싸일 정도로 대량의 적들(러시아 제국군)을 무력화시키는 능력이 탁월하였다. 더구나 영일동맹으로 인해 러시아해군의 해로가 길어져 병력동원이 늦어진 부분도 러시아 해군의 패인 중 하나로 알려져 있다.

## 같이 보기
- 도고 신사